# Sumeryjska lista królów

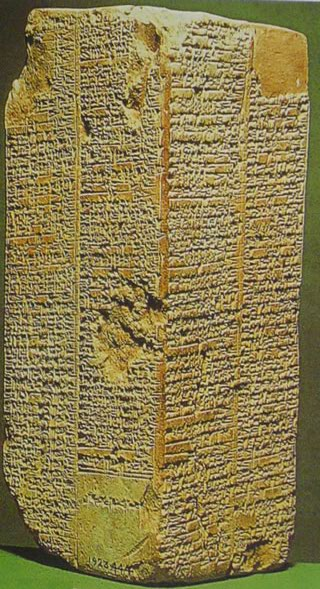
Gliniany graniastosłup z tekstem Sumeryjskiej listy królów, kopia WB / WB 444 (kopia G u Glassnera).

Sumeryjska lista królów – dzieło sumeryjskiego piśmiennictwa, będące listą władców i dynastii rządzących Sumerem, począwszy od królów panujących przed potopem, a na I dynastii z Isin kończąc (początek II tys. p.n.e.). Dzieło to ma charakter półlegendarny, dlatego dyskwalifikuje się je jako źródło historyczne i traktowane jest przez badaczy dziejów starożytnej Mezopotamii z dużą dozą ostrożności. Informacje tam zawarte poddawane są ciągłej weryfikacji i konfrontowane z innymi źródłami piśmienniczymi oraz znaleziskami archeologicznymi.

## Lista zachowanych kopii
Sumeryjska lista królów powstała najprawdopodobniej pod koniec III tysiąclecia p.n.e., za panowania władców z III dynastii z Ur. Jej treść udało się zrekonstruować na podstawie 16 zachowanych kopii, pochodzących w większości z okresu starobabilońskiego i datowanych na XVIII w. p.n.e. Kopie te nie są identyczne – zachowane wersje różnią się często między sobą co do kolejności panujących dynastii i długości rządów poszczególnych władców. Pierwszym, który sporządził listę zachowanych kopii Sumeryjskiej listy królów, był Thorkild Jacobsen. Listę tę uzupełnili następnie o kopie opublikowane po 1939 roku Dietz-Otto Edzard i Claudine-Adrienne Vincente. Uporządkowania tak powstałej listy dokonał Jean-Jacques Glassner
| lista Glassnera | lista Jacobsena uzupełniona przez Edzarda i Vincente | sygnatury                                       | uwagi |
| --------------- | ---------------------------------------------------- | ----------------------------------------------- | --- |
| kopia A         | kopia L1+Ni1                                         | CBS 14220 + Ni 9712a-c                          | fragmenty tabliczki, z Nippur, datowana na okres Isin-Larsa lub początek dynastii Hammurabiego                                  |
| kopia B         | kopia L2+P2                                          | CBS 14223 + CBS 13981                           | fragmenty tabliczki, z Nippur, z okresu Isin-Larsa, istnieje możliwość, że fragmenty te należeć mogą do dwóch różnych kopii     |
| kopia C         | kopia P3+BT14 i kopia P4+Ha                          | CBS 13994 + Brockmon 14 i CBS 13293 + CBS 13484 | fragmenty dwóch tabliczek, z Nippur, z okresu Isin-Larsa                                                                        |
| kopia D         | kopia P5                                             | CBS 19797                                       | fragment tabliczki, z Nippur, czasy dynastii Hammurabiego                                                                       |
| kopia E         | kopia Mi                                             | UM 29-15-199                                    | fragment tabliczki, z Nippur, okres Isin-Larsa                                                                                  |
| kopia F         | kopia IB                                             | IB 1564+1565                                    | fragmenty tabliczki, z Isin, czasy panowania Hammurabiego lub Samsu-iluny                                                       |
| kopia G         | kopia WB / WB 444                                    | Ashmolean Museum 1923.444                       | czworoboczny graniastosłup, najprawdopodobniej z Larsy, okres Isin-Larsa; najbardziej kompletna kopia Sumeryjskiej listy królów |
| kopia H         | kopia G                                              | ?                                               | fragment tabliczki, z Kisz, czasy dynastii Hammurabiego                                                                         |
| kopia I         | kopia Su1                                            | ?                                               | fragment perforowanego cylindra, z Suzy, czasy dynastii Hammurabiego                                                            |
| kopia J         | kopia Su2                                            | ?                                               | fragment perforowanego cylindra, z Suzy, czasy dynastii Hammurabiego                                                            |
| kopia K         | kopia Su3+4                                          | ?                                               | fragment perforowanego cylindra, z Suzy, czasy dynastii Hammurabiego                                                            |
| kopia L         | kopia TL                                             | L87-520a+520b+641+769+770                       | fragmenty tabliczki, z Tell Leilan, XVIII w. p.n.e.                                                                             |
| kopia M         | kopia J                                              | ?                                               | fragment tabliczki, pochodzenie nieznane, czasy dynastii hammurabiego                                                           |
| kopia N         | kopia S                                              | BM 108857                                       | niemal kompletna tabliczka, z Sippar, czasy dynastii Hammurabiego                                                               |
| kopia O         | kopia vD                                             | IM 11053                                        | fragment tabliczki szkolnej, pochodzenie nieznane, okres starobabiloński                                                        |
| kopia P         | -                                                    | ?                                               | pochodzenie nieznane, czasy panowania III dynastii z Ur                                                                         |

Dodatkowo należy tu jeszcze wspomnieć o 4 kopiach nieuwzględnionych przez Glassnera, które wymieniały jedynie władców przed potopem:
| lista Jacobsena uzupełniona przez Edzarda i Vincente | sygnatury              | uwagi                                             |
| ---------------------------------------------------- | ---------------------- | ------------------------------------------------- |
| kopia Ni2                                            | Ni 3195                | fragment tabliczki, z Nippur                      |
| kopia WB 62                                          | Ashmolean Museum WB 62 | pochodzenie nieznane                              |
| kopia Go                                             | IM 63095               | z Tell Harmal, początek okresu starobabilońskiego |
| kopia Fi                                             | UCBC 9-1819            | z Tutub, czasy dynastii Hammurabiego              |

## Kompozycja
W Sumeryjskiej liście królów przedstawiony został świat w którym władza królewska „zstąpiła z niebios”, a następnie przekazywana była z jednego miasta do drugiego, a dynastie z tychże miast sprawowały czasową władzę zwierzchnią nad całym regionem. Tekst obejmuje czasy od legendarnego okresu przed potopem, kiedy to władza królewska po raz pierwszy miała się pojawić, aż do czasów panowania I dynastii z Isin (początek II tys. p.n.e.). Autor lub autorzy Sumeryjskiej listy królów założyli, iż dynastie w niej wymienione panowały kolejno po sobie, a upadek jednej wyznaczał początek panowania następnej – z tego powodu tekst ten zwany jest też niekiedy Kroniką pojedynczej monarchii. Wynikało to najprawdopodobniej z przekonania, iż w danym punkcie czasu panować nad danym regionem mógł tylko jeden władca, którego władza była usankcjonowana przez bogów. Wiemy jednak obecnie, iż niektóre z wymienionych w tym tekście postaci i dynastii było sobie współczesnych. Przykład znaleźć już można w sumeryjskim micie Gilgamesz i Agga z Kisz, gdzie Agga, wymieniony w Sumeryjskiej liście królów jako ostatni władca z I dynastii z Kisz, jest ukazany jako przeciwnik Gilgamesza, piątego króla z I dynastii z Uruk.
W Sumeryjskiej liście królów siedzibami dynastii królewskich są niemal wyłącznie miasta babilońskie, wśród których najważniejsza rola przypisana została miastom Ur, Uruk i Kisz. Jedynymi wspomnianymi siedzibami dynastii królewskich poza Babilonią są miasta Awan (na wschodzie), Hamazi (na północy) i Mari (na zachodzie). Zastanawiający jest brak jakiejkolwiek wzmianki w Sumeryjskiej liście królów o dynastiach z miast Larsa i Lagasz, które w pewnych okresach odgrywały ważną rolę w historii Mezopotamii. Wydaje się, iż z faktem tym nie mogli pogodzić się już sami mieszkańcy obu miast. I tak jeden ze skrybów z Larsy, przepisując tekst Sumeryjskiej listy królów, kierując się najprawdopodobniej lokalnym patriotyzmem, dodał „dynastię z Larsy” do „kanonicznej” listy pięciu przedpotopowych dynastii przed potopem (kopia WB 62). Z kolei skrybowie z Lagasz napisali swój własny odpowiednik Sumeryjskiej listy królów, który w całości poświęcony był królom tego miasta – Kronikę władców Lagasz.
Początkowe części Sumeryjskiej listy królów, opisujące czasy przed potopem i zaraz po potopie, uważane są za legendarne i nie mające wiele wspólnego z rzeczywistością, biorąc chociażby pod uwagę niemożliwie długie okresy rządów wymienionych tam królów, liczone w tysiącach, a nawet dziesiątkach tysięcy lat. Co do dalszych części Sumeryjskiej listy królów, to ich wiarygodność można już często sprawdzić porównując zawarte w nich informacje z informacjami uzyskanymi ze źródeł historycznych.